# Copa Governador do Estado da Bahia de 2014
A Copa Governador do Estado da Bahia de 2014 foi a sexta edição da competição de futebol realizada na Bahia pela Federação Bahiana de Futebol que se inicia em 19 de outubro e termina em 30 de novembro. Antes, estava prevista para o período de 21 de setembro a 23 de novembro. Nessa edição terá a presença de oito clubes divididos em dois grupos. O campeão poderá escolher em disputar a Copa do Brasil de 2015 ou o Campeonato Brasileiro Série D 2015, e o segundo colocado irá para o campeonato oposto, a depender da escolha da equipe campeã. O Vitória da Conquista se sagrou tetra campeão batendo o Jacuipense na final. A equipe escolheu participar da Copa do Brasil de 2015.

## Clubes participantes
Os clubes participantes vêm da sua classificação no Campeonato Baiano de Futebol Profissional Adulto, primeira e segunda divisões. São seis provenientes da divisão principal (a primeira): Bahia, Vitória, Vitória da Conquista, Serrano,
Galícia e Jacuipense, que foram os seis primeiros colocados de 2014. Um veio da divisão de acesso (a segunda): Colo Colo, campeão da Segundona de 2014. Por Jacobina, vice-campeão da Segundona de 2014, e Juazeirense, sétimo colocado da primeira divisão de 2014, estarem impossibilitados por seus estádios de mando, Catuense, que ficou em oitavo lugar da primeira divisão de 2014, ficou com a última vaga.
| Clube                | Cidade               | Estádio         | Capacidade | Em 2013        | Títulos (mais recente) |
| -------------------- | -------------------- | --------------- | ---------- | -------------- | ---------------------- |
| Bahia B              | Salvador             | Fonte Nova      | 48.747     | 7°             | 0 (não possui)         |
| Catuense             | Catu                 | Carneirão       | 12.000     | Não Participou | 0 (não possui)         |
| Colo Colo            | Ilhéus               | Mario Pessoa    | 19.274     | Não Participou | 0 (não possui)         |
| Galícia              | Salvador             | Pituaçu         | 32.157     | Não Participou | 0 (não possui)         |
| Jacuipense           | Riachão do Jacuípe   | Mariano Santana | 5.000      | 2°             | 0 (não possui)         |
| Serrano-BA           | Vitória da Conquista | Tomatão         | 3.000      | Não Participou | 0 (não possui)         |
| Vitória B            | Salvador             | Barradão        | 35.000     | 6°             | 0 (não possui)         |
| Vitória da Conquista | Vitória da Conquista | Lomantão        | 12.500     | 1°             | 3 (2012)               |

## Primeira fase
Os oito clubes divididos em dois grupos jogam entre si dentro dos grupos jogos de ida , totalizando três jogos para cada clube nessa primeira fase. Apenas os dois primeiros de cada grupo avançam à fase final.

### Grupo 1
| 1 | Vitória da Conquista | 7 | 3 | 2 | 1 | 0 | 7 | 3 | 4  |
| 2 | Serrano-BA           | 4 | 3 | 1 | 1 | 1 | 4 | 4 | 0  |
| 3 | Vitória B            | 4 | 3 | 1 | 1 | 1 | 4 | 5 | -1 |
| 4 | Colo Colo            | 1 | 3 | 0 | 1 | 2 | 2 | 5 | -3 |

| Colo Colo            | —     |       | 0 - 1 |       |
| Serrano-BA           | 1 - 1 | —     |       |       |
| Vitória B            |       | 1 - 3 | —     | 2 - 2 |
| Vitória da Conquista | 3 - 1 | 2 - 0 |       | —     |

### Grupo 2
| 1 | Jacuipense | 5 | 3 | 1 | 2 | 0 | 3 | 1 | 2  |
| 2 | Catuense   | 4 | 3 | 1 | 1 | 1 | 2 | 1 | 1  |
| 3 | Bahia B    | 4 | 3 | 1 | 1 | 1 | 2 | 2 | 0  |
| 4 | Galícia    | 3 | 3 | 1 | 0 | 2 | 1 | 4 | -3 |

| Bahia B    | —     | 1 - 0 | 0 - 1 |       |
| Catuense   |       | —     |       | 0 - 0 |
| Galícia    |       | 0 - 2 | —     |       |
| Jacuipense | 1 - 1 |       | 2 - 0 | —     |

 Para ler a tabela, a linha horizontal representa os jogos da equipe como mandante. A coluna vertical indica os jogos da equipe como visitante.
| Vitória do mandante. | Vitória do visitante. | Empate. |

## Fase final
|  | Semifinais           | Semifinais | Semifinais | Semifinais |   |                      | Final | Final | Final | Final |
|  |                      |            |            |            |   |                      |       |       |       |       |
|  | Catuense             | 0          | 0          | 0          |   |                      |       |       |       |       |
|  | Vitória da Conquista | 1          | 1          | 1          |   |                      |       |       |       |       |
|  | Vitória da Conquista | 1          | 1          | 1          |   | Vitória da Conquista | 0     | 3     | 3     |       |
|  |                      |            |            |            |   | Vitória da Conquista | 0     | 3     | 3     |       |
|  |                      | Jacuipense | 1          | 1          | 2 |                      |       |       |       |       |
|  | Serrano-BA           | Jacuipense | 1          | 1          | 2 | 0                    | 1     | 1     |       |       |
|  | Serrano-BA           |            |            |            |   | 0                    | 1     | 1     |       |       |
|  | Jacuipense           | 0          | 2          | 2          |   |                      |       |       |       |       |

## Premiação
| Copa Governador da Bahia 2014    |
| -------------------------------- |
| VITÓRIA DA CONQUISTA (4° título) |

## Estatísticas

### Artilharia
Atualizado até 10 de novembro.
| Gols | Jogador            | Time                      |
| ---- | ------------------ | ------------------------- |
| 4    | Brasão             | Vitória da Conquista      |
| 4    | Rafael Granja      | Vitória da Conquista      |
| 3    | Nádson             | Jacuipense                |
| 2    | Danilo Tarracha    | Vitória B                 |
| 1    | Patric             | Bahia B                   |
| 1    | Rômulo             | Bahia B                   |
| 1    | Robert             | Catuense                  |
| 1    | Rogério Rios       | Catuense                  |
| 1    | Leo Natal          | Colo Colo                 |
| 1    | Otacílio Neto      | Colo Colo                 |
| 1    | Tiago              | Galícia                   |
| 1    | Caique             | Jacuipense                |
| 1    | Felipe             | Jacuipense                |
| 1    | Janio              | Jacuipense                |
| 1    | Toty               | Jacuipense                |
| 1    | Rogério            | Serrano-BA                |
| 1    | Ronan              | Serrano-BA                |
| 1    | Wagner             | Serrano-BA                |
| 1    | William            | Serrano-BA                |
| 1    | Caculé             | Vitória B                 |
| 1    | Edson              | Vitória B                 |
| 1    | Carlinhos          | Vitória da Conquista      |
| 1    | Edimar             | Vitória da Conquista      |
| 1    | Kaká               | Vitória da Conquista      |
| 1    | Silvio             | Vitória da Conquista      |
| GC   | Matheus Salustiano | Vitória B para Serrano-BA |

### Maiores públicos
Esses são os nove maiores públicos do Campeonato:
| Nº | Público[i] | Mandante             | Placar | Visitante  | Estádio         | Data           | Rodada    |
| -- | ---------- | -------------------- | ------ | ---------- | --------------- | -------------- | --------- |
| 1  | 2.258      | Vitória da Conquista | 3–1    | Jacuipense | Lomantão        | 30 de novembro | Final     |
| 2  | 684        | Colo Colo            | 0–1    | Vitória B  | Mário Pessoa    | 25 de outubro  | 2° rodada |
| 3  | 503        | Vitória da Conquista | 1–0    | Catuense   | Lomantão        | 23 de novembro | Semifinal |
| 4  | 354        | Serrano-BA           | 0–0    | Jacuipense | Tomatão         | 19 de novembro | Semifinal |
| 5  | 340        | Vitória da Conquista | 3–1    | Colo Colo  | Lomantão        | 9 de novembro  | 3° rodada |
| 6  | 315        | Vitória da Conquista | 2–0    | Serrano-BA | Lomantão        | 25 de outubro  | 2° rodada |
| 7  | 254        | Serrano-BA           | 1–1    | Colo Colo  | Tomatão         | 19 de outubro  | 1° rodada |
| 8  | 103        | Catuense             | 0–0    | Jacuipense | Carneirão       | 25 de outubro  | 1° rodada |
| 9  | 82         | Jacuipense           | 1–1    | Bahia B    | Mariano Santana | 2 de novembro  | 2° rodada |

- i. ^ Considera-se apenas o público pagante

### Menores públicos
Esses são os nove menores públicos do Campeonato:
| Nº | Público[i] | Mandante   | Placar | Visitante            | Estádio          | Data           | Rodada    |
| -- | ---------- | ---------- | ------ | -------------------- | ---------------- | -------------- | --------- |
| 1  | 0*         | Vitória B  | 2–2    | Vitória da Conquista | Barradão         | 19 de outubro  | 1° rodada |
| 2  | 0*         | Bahia B    | 0–1    | Galícia              | Arena Fonte Nova | 21 de outubro  | 1° rodada |
| 3  | 0*         | Galícia    | 0–2    | Catuense             | Arena Fonte Nova | 2 de novembro  | 2° rodada |
| 4  | 0*         | Vitória B  | 1–3    | Serrano-BA           | Barradão         | 9 de novembro  | 3° rodada |
| 5  | 0*         | Bahia B    | 1–0    | Catuense             | Arena Fonte Nova | 16 de novembro | 3° rodada |
| 6  | 20         | Jacuipense | 2–0    | Galícia              | Joia da Princesa | 16 de novembro | 3° rodada |
| 7  | 30         | Jacuipense | 2–1    | Serrano-BA           | Joia da Princesa | 23 de novembro | Semifinal |
| 8  | 41         | Catuense   | 0–1    | Vitória da Conquista | Carneirão        | 19 de novembro | Semifinal |
| 9  | 80         | Jacuipense | 1–0    | Vitória da Conquista | Joia da Princesa | 26 de novembro | Final     |

- i. ^ Considera-se apenas o público pagante
- Como são partidas preliminares, não é feita a contabilidade do público, portanto o público é 0

### Médias de público
Essas são as médias de público dos clubes no Campeonato. Considera-se apenas os jogos da equipe como mandante e o público pagante:
| 1. Vitória da Conquista – 854 2. Colo Colo – 684 3. Serrano-BA - 304 4. Catuense – 72 | 1. Jacuipense – 53 2. Galícia – 0 3. Bahia B – 0 4. Vitória B – 0 |

### Médias de público por estádio
Essas são as médias de público dos estádios no Campeonato. Considera-se apenas o público pagante:
| 1. Lomantão – 854 2. Mário Pessoa – 684 3. Robertão – 304 4. Mariano Santana – 82 | 1. Carneirão – 72 2. Joia da Princesa – 43 3. Arena Fonte Nova – 0 4. Barradão – 0 |

### Classificação geral
A classificação geral leva em conta a colocação dos clubes em cada uma das fases, a partir da fase final, e não a pontuação total.
| Pos | Times                | Pts | J | V | E | D | GP | GC | SG | Classificação                                        |
| --- | -------------------- | --- | - | - | - | - | -- | -- | -- | ---------------------------------------------------- |
| 1   | Vitória da Conquista | 16  | 7 | 5 | 1 | 1 | 12 | 5  | 7  | Campeão e classificado para a Copa do Brasil de 2015 |
| 2   | Jacuipense           | 12  | 7 | 3 | 3 | 1 | 7  | 5  | 2  | Vice-campeão e classificado para a Série D de 2015   |
| 3   | Serrano-BA           | 5   | 5 | 1 | 2 | 2 | 5  | 6  | -1 | Eliminados nas semifinais                            |
| 4   | Catuense             | 4   | 5 | 1 | 1 | 2 | 2  | 3  | -1 | Eliminados nas semifinais                            |
| 5   | Bahia B              | 4   | 3 | 1 | 1 | 1 | 2  | 2  | 0  | Eliminados na primeira fase                          |
| 6   | Vitória B            | 4   | 3 | 1 | 1 | 1 | 4  | 5  | -1 | Eliminados na primeira fase                          |
| 7   | Galícia              | 3   | 3 | 1 | 0 | 2 | 1  | 4  | -3 | Eliminados na primeira fase                          |
| 8   | Colo Colo            | 1   | 3 | 0 | 1 | 2 | 2  | 5  | -3 | Eliminados na primeira fase                          |